# Ержанов, Сарсенбы Саденович
Сарсенбы Саденович Ержанов (1911 — июль 1963) — советский партийный и государственный деятель, председатель Гурьевского облисполкома (1950—1952).

## Биография
Родился в 1911 году в ауле № 5 Павлодарский уезд Семипалатинской области (колхоз Энбек Кагановического р-на).

### Образование
1927—1929. Учёба в Каркаралинском педагогическом техникуме.
1929—1930. Учёба в Павлодарском педагогическом институте.
1930—1933. Окончил Алма-Атинский зооветеринарный институт по специальности «зоотехник-овцевод».

### Трудовая деятельность
1933—1939. Старший научный сотрудник Алма-Атинского института экономики сельского хозяйства.
1939—1940. Оперативный уполномоченный НКВД Казахской ССР.
1940—1941. Старший научный сотрудник Алма-Атинского института животноводства.
1941—1942. Старший зоотехник, заместитель председателя колхоза.
1942—1943. Служба в РККА.
1943—1944. Помощник заведующего Секретариатом СНК Казахской ССР по животноводству.
1944—1950. Заместитель председателя Исполнительного комитета Восточно-Казахстанского областного Совета.
1950—1952. Председатель Исполнительного комитета Гурьевского областного Совета.
1952—1954. Заместитель начальника Джамбульского областного управления сельского хозяйства.
1954. Начальник Кзыл-Ординского областного управления сельского хозяйства.
1954—1956. Председатель Исполнительного комитета Яныкурганского районного Совета (Кзыл-Ординская область).
1956—1958. Директор Кзыл-Ординской областной государственной опытной сельскохозяйственной станции.
1958—1961. Директор Восточно-Казахстанской областной государственной опытной сельскохозяйственной станции.
1961-7.1963. Главный специалист Министерства сельского хозяйства Казахской ССР.

## Награды и звания
1950. Кандидат сельскохозяйственных наук